# Eleições estaduais no Espírito Santo em 1978
As eleições estaduais no Espírito Santo em 1978 aconteceram conforme as regras do Pacote de Abril outorgado pelo Governo Ernesto Geisel: em 1º de setembro aconteceu a via indireta e a ARENA fez o governador Eurico Resende, o vice-governador José Carlos da Fonseca e o senador João Calmon. A etapa seguinte ocorreu em 15 de novembro e nela a ARENA elegeu o senador Moacir Dalla e obteve as maiores bancadas entre os oito deputados federais e vinte e quatro estaduais que foram eleitos. Os capixabas residentes no Distrito Federal escolheram os seus representantes no Congresso Nacional por força de lei específica.
Mineiro de Ubá, o governador Eurico Resende iniciou carreira jornalística quando estudante e chegou a ser preso por manifestar-se contra o Estado Novo. Advogado formado pela Universidade Federal do Espírito Santo, foi diretor jurídico da Itabira Agro-Industrial em Cachoeiro de Itapemirim  e assessor jurídico da Federação das Indústrias do Estado do Espírito Santo. Presidente do diretório estadual da UDN, elegeu-se deputado estadual em 1950, 1954 e 1958. Graças ao artifício da dupla candidatura disputou o Palácio Anchieta em 1958, mas foi derrotado por Carlos Lindenberg, candidato do PSD. Eleito senador em 1962, aderiu ao Regime Militar de 1964 filiando-se à ARENA pela qual foi reeleito em 1970 chegando a líder do Governo Ernesto Geisel, o qual o escolheu governador do Espírito Santo.
O vice-governador eleito é José Carlos da Fonseca, advogado natural de São José do Calçado e formado pela Universidade Federal do Espírito Santo. Também jornalista, foi oficial de gabinete do governador Francisco Ataíde e depois procurador do Instituto Nacional de Colonização e Reforma Agrária, presidiu a seção capixaba da Campanha Nacional das Escolas da Comunidade. Eleito deputado estadual via ARENA em 1966, assumiu a Casa Civil no governo Cristiano Dias Lopes. Eleito deputado federal em 1970, perdeu a eleição para senador quatro anos depois.
Na eleição para senador a ARENA reelegeu por via indireta o advogado João Calmon. Natural de Colatina e formado na Universidade Federal do Rio de Janeiro, exerceu ainda as profissões de jornalista e empresário, foi vice-presidente dos Diários Associados e presidente da Associação Brasileira de Emissoras de Rádio e Televisão. Membro do PSD e depois da ARENA, elegeu-se deputado federal em 1962 e 1966 e senador em 1970, sendo reconduzido ao mandato por via indireta em 1978.
Também natural de Colatina, o notário Moacir Dalla tem ascendência libanesa, é formado em Direito em 1953 pela Universidade Federal do Espírito Santo com especialização em Criminalística e detém a titularidade dos cartórios de primeiro e segundo ofício em sua cidade natal. Originário da UDN foi eleito deputado estadual em 1962 e ao migrar para a ARENA renovou seu mandato em 1966 e 1970. Eleito deputado federal em 1974, foi eleito senador em 1978 para ocupar uma vaga que pertencia ao seu cunhado, Eurico Resende. Com a morte de Nilo Coelho foi escolhido presidente do Senado Federal em 11 de novembro de 1983 e assim presidiu o Colégio Eleitoral que deu vitória a Tancredo Neves na eleição presidencial de 1985.
Após o retorno ao pluripartidarismo o grupo de Gerson Camata ingressou no PMDB e venceu o pleito de 1982 unindo-se informalmente à dissidência do PDS comandada por Elcio Alvares, adversário interno do governo Eurico Resende.

## Resultado da eleição para governador
O Colégio Eleitoral do Espírito Santo era dominado pela ARENA e durante a votação se ausentaram os nove deputados estaduais do MDB e quatro delegados governistas. Foram desconsideradas, por falta de registro, as delegações de Cachoeiro de Itapemirim, Itarana, São Mateus, Vila Velha e Vitória.
| Candidatos a governador do estado | Candidatos a vice-governador | Número | Coligação             | Votação | Percentual |
| --------------------------------- | ---------------------------- | ------ | --------------------- | ------- | ---------- |
| Eurico Resende ARENA              | José Carlos da Fonseca ARENA | -      | ARENA (sem coligação) | 107     | 100%       |

## Resultado da eleição para senador

### Mandato biônico de oito anos
Resultado correspondente à votação obtida no Colégio Eleitoral.
| Candidatos a senador da República | Candidatos a suplente de senador    | Número | Coligação             | Votação | Percentual |
| --------------------------------- | ----------------------------------- | ------ | --------------------- | ------- | ---------- |
| João Calmon ARENA                 | João Athayde ARENA Fued Nemer ARENA | -      | ARENA (sem coligação) | 107     | 100%       |
| Fontes:                           |                                     |        |                       |         |            |

### Mandato direto de oito anos
Seria eleito o candidato mais votado a partir da soma das sublegendas o que permitiu à ARENA assegurar a vitória de Moacir Dalla conforme acervo do Tribunal Superior Eleitoral cujos registros mencionam 46.496 votos em branco e 49.260 votos nulos.
| Candidatos a senador da República | Candidatos a suplente de senador | Número | Coligação             | Votação | Percentual |
| --------------------------------- | -------------------------------- | ------ | --------------------- | ------- | ---------- |
| Moacir Dalla ARENA                | -                                | -      | ARENA (em sublegenda) | 131.642 | 25,46%     |
| Berredo de Menezes MDB            | -                                | -      | MDB (em sublegenda)   | 114.300 | 22,11%     |
| Hélio Manhães MDB                 | -                                | -      | MDB (em sublegenda)   | 99.341  | 19,22%     |
| Carlos von Schilgen ARENA         | -                                | -      | ARENA (em sublegenda) | 94.067  | 18,20%     |
| Setembrino Pelissari ARENA        | -                                | -      | ARENA (em sublegenda) | 44.362  | 8,58%      |
| Raul Giuberti MDB                 | -                                | -      | MDB (em sublegenda)   | 33.272  | 6,43%      |

## Deputados federais eleitos
São relacionados os candidatos eleitos com informações complementares da Câmara dos Deputados.

Representação eleita
  ARENA: 5
  MDB: 3

| Deputados federais eleitos | Partido | Votação | Percentual | Cidade onde nasceu      | Unidade federativa |
| Max Mauro                  | MDB     | 54.012  |            | Vila Velha              | Espírito Santo     |
| Theodorico Ferraço         | ARENA   | 44.942  |            | Cachoeiro de Itapemirim | Espírito Santo     |
| Gerson Camata              | ARENA   | 39.637  |            | Castelo                 | Espírito Santo     |
| Luiz Batista               | MDB     | 39.399  |            | Ibiraçu                 | Espírito Santo     |
| Feu Rosa                   | ARENA   | 37.208  |            | Vitória                 | Espírito Santo     |
| Belmiro Teixeira           | ARENA   | 35.448  |            | Afonso Cláudio          | Espírito Santo     |
| Mário Moreira              | MDB     | 26.342  |            | Itapemirim              | Espírito Santo     |
| Walter de Prá              | ARENA   | 23.542  |            | Cachoeiro de Itapemirim | Espírito Santo     |
| Fontes:                    |         |         |            |                         |                    |

## Deputados estaduais eleitos
Estavam em jogo 24 cadeiras na Assembleia Legislativa do Espírito Santo.

Representação eleita
  ARENA: 14
  MDB: 10

| Deputados estaduais eleitos | Partido | Votação | Percentual | Cidade onde nasceu | Unidade federativa |
| Alício Franco               | ARENA   | 16.207  |            |                    |                    |
| Emir de Macedo Gomes        | ARENA   | 14.875  |            |                    |                    |
| Pedro Leal                  | ARENA   | 14.534  |            |                    |                    |
| Roberto Valadão             | MDB     | 14.150  |            | Colatina           | Espírito Santo     |
| Alcino Santos               | ARENA   | 11.854  |            |                    |                    |
| Edson Machado               | ARENA   | 10.889  |            |                    |                    |
| Aldary Nunes                | ARENA   | 10.677  |            |                    |                    |
| Samuel Batista Cruz         | MDB     | 9.989   |            |                    |                    |
| João Manoel Meneghelli      | ARENA   | 9.814   |            |                    |                    |
| Otto Vieira de Rezende      | ARENA   | 9.698   |            |                    |                    |
| Lúcio Merçon                | ARENA   | 9.654   |            | Muniz Freire       | Espírito Santo     |
| Paulo Barros                | ARENA   | 9.221   |            |                    |                    |
| Arabelo do Rosário          | ARENA   | 8.814   |            |                    |                    |
| Dylio Penedo                | ARENA   | 8.712   |            |                    |                    |
| Juarez Martins Leite        | ARENA   | 8.563   |            |                    |                    |
| Vicente Silveira            | ARENA   | 8.416   |            |                    |                    |
| Vicente Santório Fantini    | MDB     | 7.795   |            |                    |                    |
| Clovis José Siqueira        | MDB     | 7.720   |            |                    |                    |
| Wilson Haese                | MDB     | 7.270   |            | Pancas             | Espírito Santo     |
| Clério Vieira Falcão        | MDB     | 7.159   |            |                    |                    |
| Nelson Aguiar               | MDB     | 6.904   |            | Brumado            | Bahia              |
| Nyder Barbosa               | MDB     | 6.805   |            | Itaguaçu           | Espírito Santo     |
| Dilton Lyrio Neto           | MDB     | 6.619   |            |                    |                    |
| Darcy Castelo de Mendonça   | MDB     | 6.533   |            |                    |                    |